# 구로바네정
구로바네정(黒羽町)은 도치기현 나스군에 있었던 정이다. 2005년 10월 1일 인접한 유즈카미촌과 함께 오타와라시에 편입되었기 때문에 폐지되었다. 

## 역사
- 1889년 4월 1일 - 정촌제 시행과 함께 구로바네정, 가와니시정, 스카가와촌, 료고촌 2정 2촌이 성립하였다.
- 1955년 2월 11일 -  구로바네정, 가와니시정, 스카가와촌, 료고촌이 합병해 새로운 구로바네정이 되었다.

- 2005년 10월 1일 - 오타와라시에 편입 합병해 폐지되었다.

## 교통

### 도로
- 국도 제294호선
- 국도 제461호선